# الطوال (وادي الدواسر)
الطوال، هي قرية من فئة (ب) تقع في محافظة وادي الدواسر، والتابعة لمنطقة الرياض في السعودية. وتبعد الطوال عن محافظة وادي الدواسر بمسافة تقارب () كم.